# Telegram

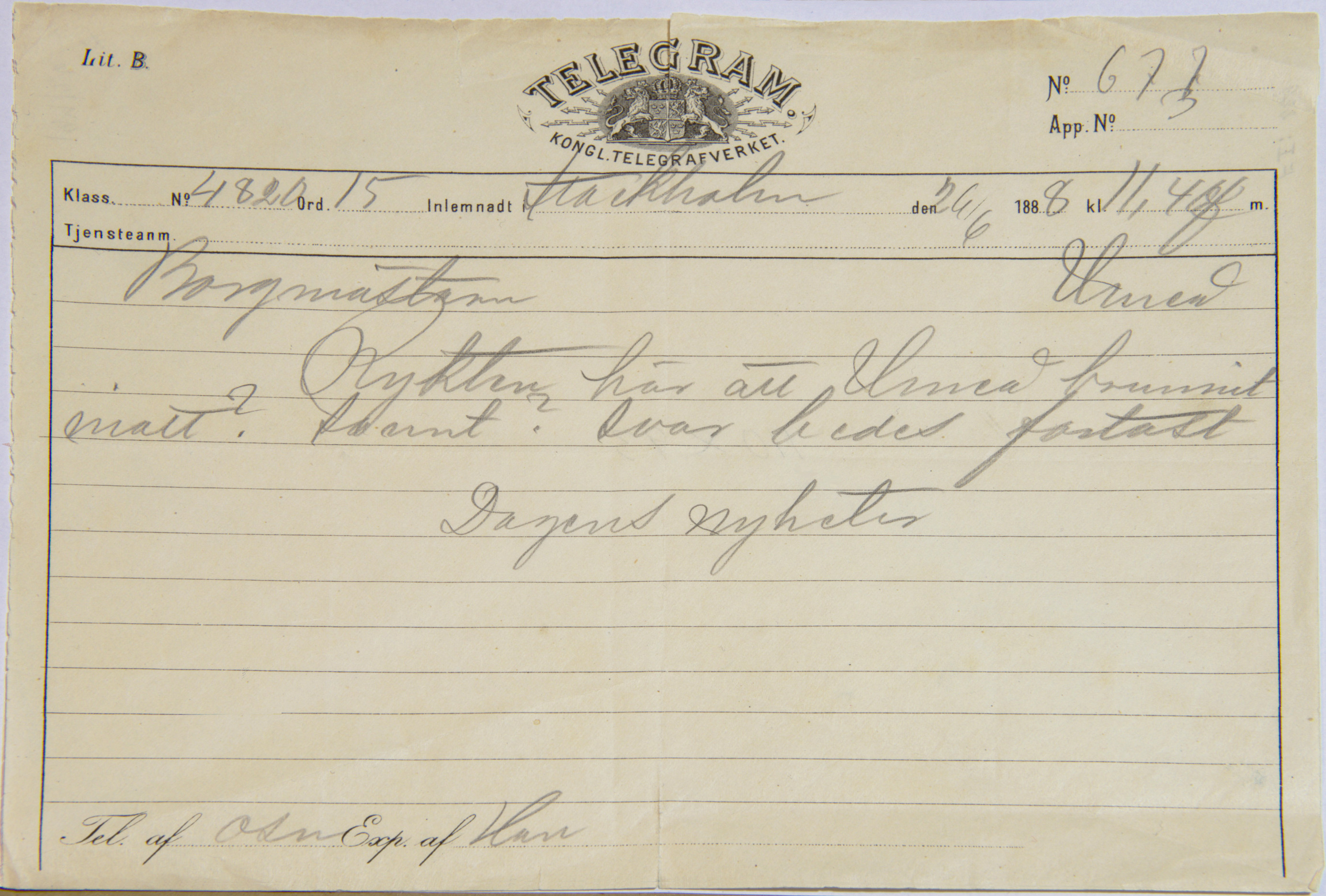
Dagens Nyheters telegram till borgmästaren i Umeå 26 juni 1888 "Rykten här att Umeå brunnit inatt? Sant? Svar bedes fortast"

Ett telegram (via engelskan, från grekiskan τῆλε, fjärran och γραμμα, skrift) är ett skriftligt meddelande avsett att befordras  telegrafiskt till mottagaren.  Telegrammet var under slutet av 1800-talet och stora delar av 1900-talet ett viktigt kommunikationsmedel för privatpersoner, företag och myndigheter och kännetecknades av att vara snabba (jämfört med posten) och samtidigt vara juridiskt giltiga. De användes också i stor utsträckning för gratulationshälsningar mellan privatpersoner, oftast i form av lyxtelegram. Numera är telegramtjänsten praktiskt taget utslocknad. I Sverige upphörde den 2002, men en privat tjänst för lyxtelegram finns fortfarande i landet.
Den som ville sända ett telegram kunde lämna in det över disk på en telegrafexpedition, ringa in det till telegramrummet eller sända in det via telex. Telegrammet överfördes sedan, i början med morsetelegrafi, senare med fjärrskrivmaskin via kabel (tråd), radio eller telefon till adressorten. Det avlämnades sedan till mottagaren med telegrambud, via telefon, per post eller via telex. Telegrammet betalades per ord.

## Förmedling

### Inlämning
Från början lämnades alla telegram in i lucka på telegrafexpeditionen. Avsändaren skrev ned telegrammet på en särskild blankett, en telegrafexpeditör tog emot telegrammet, taxerade det och tog emot avgiften. Med den tekniska utvecklingen kom andra inlämningssätt. Man kunde ringa in telegrammen till telegramrummet, och telexabonnenter kunde också telexa in sina telegram. I Sverige försvann inlämningen i lucka 1977, men de andra inlämningssätten fanns kvar ända tills tjänsten upphörde. Telegramrummet anropades på telefon 020-0020.
Telegrammen taxerades vanligen dels med en grundavgift, dels per ord. Avgiften erlades antingen i luckan eller debiterades på det telefon- eller telexabonnemang som uppgavs.[källa behövs]

### Befordran
När telegrammet tagits emot och taxerats, överfördes det per telegraf, telex eller per telefon till adresstationen. Många gånger behövde ett telegram passera en eller flera transitstationer på väg till adresstationen.
För överföringen följdes särskilda protokoll, som varierade beroende på vilket medium som användes. Vid gentexexpedition kunde ett telegram se ut som följer:
```
ZCZC LPA264 LGE906 PLG408
FRXX CO GBLG 020
LONDON/LG 20 26 1405

DUPONT
15 RUE DE LA REPUBLIQUE
NANTES

JOHN AND SUE LEAVE BY ROAD TODAY EXPECTED TO ARRIVE
EARLY TOMORROW
     DAD

NNNN
```

Första raden kallas numbering line. Den börjar alltid med texten ZCZC, som indikerar början på telegrammet. Därefter följer telegrammets löpnummer från avsändande station och från de stationer som passerats längs vägen för transiterade telegram.
Andra raden, pilot line, förekommer enbart när telegrammet hanterats i automatiska förmedlingssystem. Den börjar med telegrammets destinationsindikator enligt ITU-T:s rekommendation F.32. Destinationsindikatorns två första tecken visar land och operatör, de två senare kan användas för att ange en viss telegrafstation inom landet eller XX om det bara finns en station. Därefter följer en tvåställig kod som innehåller telegrammets prioritet och tariff. Nästa kod är avgångsstationens destionationsindikator enligt F.32, och slutligen följer antalet taxerade ord.
Tredje raden benämns preamble line och inleds med avgångsstationens namn. Därefter följer antalet ord i telegrammet samt datum och tid när telegrammet lämnades in.
Efter en blankrad följer telegrammets adress, själva texten och slutligen underskriften. Telegrammet avslutas alltid med NNNN, som visar att överföringen är klar.
Skedde överföringen i stället med remsskrivande fjärrskrivmaskin eller med morse kunde formateringen skilja sig åt, men principen var densamma. Telegram som hade samma inlämnings- och adressort kallades lokaltelegram och förmedlades till nedsatt taxa. Den trafiken rörde sig huvudsakligen om lyxtelegram.

### Avlämning
Telegrammen avlämnades via post, telex, telefon eller gångbud som kallades telegrambärare eller stationsbiträden. Telegram levererade märkta med PA en förkortning för franska estafette payée innebar att gångbudet redan hade fått betalt.

## Speciella typer av telegram
Ett telegram kunde åsättas olika beteckningar vilket påverkade pris och hur snabbt telegrammet kom fram till mottagaren. Genom åren har det funnits en mängd olika typer och benämningarna har varierat. Nedan följer de senast gällande.
Telegrammets klass beskrev innehållet och korrespondenterna.
- SVH - telegram som avser skydda människoliv i sjö- eller luftfart
- SVH - telegram som avsåg skydda människoliv i fara till sjöss, på land, i luften eller i rymden samt, från WHO, angående epidemier. Dessa befordrades alltid före alla andra telegram
- ETATPRIORITE och ETAT - statstelegram med respektive utan företrädesrätt fick enbart sändas av statschefer, regeringschefer, överbefälhavare, diplomater och vissa FN:organ
- OBS, meteorologiska telegram
- RCT, telegram rörande personer som får skydd enligt genèvekonventionerna
- A, tjänstetelegram, som utväxlas mellan teleförvaltningarna

För tjänstetelegram användes ofta en kodförteckning med femställiga koder, t.ex. NOVEF = felhört i telefon [källa behövs].
- POSTFIN, telegrampostanvisningar, ett slags telegrafisk betalningsförmedling där adressaten hämtade ut pengar på ett namngivet postkontor
- LT, brevtelegram, som var ett slags rabatterat telegram som kunde ta längre tid att komma fram
- LTF, statliga brevtelegram
- CONFERENCE, telegram med företrädesrätt i samband med ITU:s konferenser

Alla andra telegram kallades privata telegram.
Telegrammet kunde också befordras med särskilda extratjänster:
- URGENT, iltelegram, som befordrades före andra telegram
- LX och LXDEUIL, lyxtelegram respektive lyxtelegram för kondoleans

- TFx, telefonerades ut till telefonnummer x
- TLXx, telexades ut till telexnummer x
- FAXx, faxades ut till faxnummer x[4]

Exempel på andra klasser och tjänster som funnits längre tillbaka:
- RP, svar betalt
- TC, kollationering begärd, vilket innebar att hela telegrammet telegraferades tillbaka för att säkerställa att det överförts korrekt
- PC, mottagningsbevis
- SEM, signaltelegram, överfördes till fartyg från en signalstation på land med hjälp av semaforalfabetet
- TR,  télégraphe restante, en motsvarighet till poste restante som innebar att mottagaren fick hämta telegrammet på en telegrafstation
- MP, mains propres, påskrift på telegram som enligt avsändaren inte får lämnas till annan än adressaten personligen
- Nuit, avlämnas även nattetid
- Presse, presstelegram, användes för telegram till tidningar och nyhetsbyråer och avsågs publiceras i en tidning.[5]

## Historia
Det första telegrammet mellan Europa och Amerika utväxlades 5 augusti 1858.

### Sverige

#### Uppbyggnad

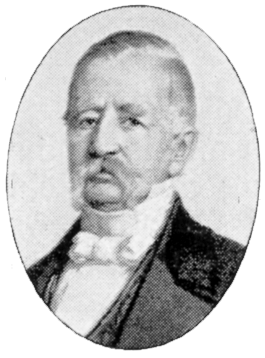
Carl Fredrik Akrell införde telegrafen i Sverige

I mitten av 1800-talet fanns i Sverige ett antal optiska telegraflinjer, vars största nackdel var att de krävde dagsljus och vackert väder för att fungera. 1835 togs de första initiativet till ett svenskt telegrafnät, när uppsalaastronomen Gustaf Svanberg köpte in apparatur för att bygga en linje mellan observatorierna i Stockholm och Uppsala. Linjen kom dock inte att byggas, dels av ekonomiska skäl, dels av rädsla för skadegörelse. 1846 demonstrerade Isak Fredrik von Heland och Anton Ludvig Fahnehjelm en egenkonstruerad telegrafapparat för Carl Akrell, dåvarande chef för optiska telegrafen. Apparaten kom senare också att förevisas för Oscar I och drottning Josefina. Inte heller detta projekt kom att realiseras. Från utlandet kom anbud, bland annat från en amerikansk entreprenör vid namn Robinson. Denne erbjöd sig 1849 bygga en linje mellan Göteborg och Stockholm men erbjudandet avböjdes, inte minst på grund av bristande intresse från handeln.
1852 var dock tiden mogen för en utredning. Åt Carl Akrell uppdrogs att lämna förslag dels på framtida stambanor för järnvägen, dels för en framtida elektrisk telegraf. I utredningen framhöll Akrell nyttan för handeln såväl som för det militära och politiken. Han föreslog två huvudlinjer, en mellan Stockholm och Helsingborg via Uppsala, Västerås, Örebro, Mariestad och Göteborg, dels en mellan Stockholm och Karlskrona via Norrköping och Linköping. Vissa utgreningar skulle finnas på linjerna, och från Helsingborg planerades också en linje till Köpenhamn för att ansluta nätet till resten av Europa. I huvudsak skulle telegrafnätet samordnas med byggandet av stambanorna.

Som första steg anlades en försöksanläggning byggd på Morses system mellan Stockholm och Uppsala. Linjen restes våren och försommaren 1853 till en kostnad av 15 000 riksdaler och i Stockholm förlades telegrafstationen till Axel Oxenstiernas palats. Redan den 16 juli sändes det första testtelegrammet, och under hösten uppläts linjen för gratis trafik så att personalen kunde öva sig. Redan då utväxlades samhällsviktig trafik rörande den svåra  koleraepidemin samma höst. Den 1 november 1853 öppnade linjen officiellt. Landshövding von Kræmer sände det första telegrammet till konung Oscar I. Telegrammet löd: 
| ” | Hurra för kungen! är det ord jag bringar, Af mina känslor en elektrisk tolk! Det finns ej hinder mer för ordets vingar Och intet afstånd mellan kung och folk. | „ |
| – | |   |

.
För driften av nätet bildades Kongl. Electriska Telegraf-Werket med Akrell som chef. Efter den lyckade invigningen gjorde Akrell och von Heland en studieresa till Danmark och Tyskland för att lära sig mer om hur verksamheten kunde bedrivas och hur utlandstrafiken skulle kunna organiseras. Inte minst med anledning av Krimkriget, som också började 1853, sågs det viktigt att snarast få förbindelser med utlandet, så i mars 1854 påbörjades en fortsättning på Uppsalalinjen till Malmö och redan den 4 juli hade man nått Göteborg och den 1 januari 1855 anslöts linjen till det europeiska telegrafnätet via en sjökabel mellan Hildesborg och Vedbæk.
Nu skedde en snabb utbyggnad av nätet. 1856 hade det nått Gävle på vägen norröver, och 1858 fanns 66 telegrafstationer. En ny utlandsförbindelse öppnade 1860 mellan Haparanda och Torneå vidare mot Helsingfors och Ryssland. Parallellt med telegrafverkets byggnationer lade privata företag sjökablar, till exempel mot Ryssland och Storbritannien, där telegrafverket köpte in kapacitet. Det främsta av dessa företag var Det Store Nordiske Telegraf-Selskab, grundat  1869, som utöver sjökablarna också drev nät i flera andra länder. Telegrafverket hade ett långvarigt samarbete med Store Nordiske som varade till 1963. 1866 ansluts det europeiska nätet till USA med den första fungerande atlantkabeln, och 1870 stod linjen London-Calcutta färdig.

#### Konsolidering

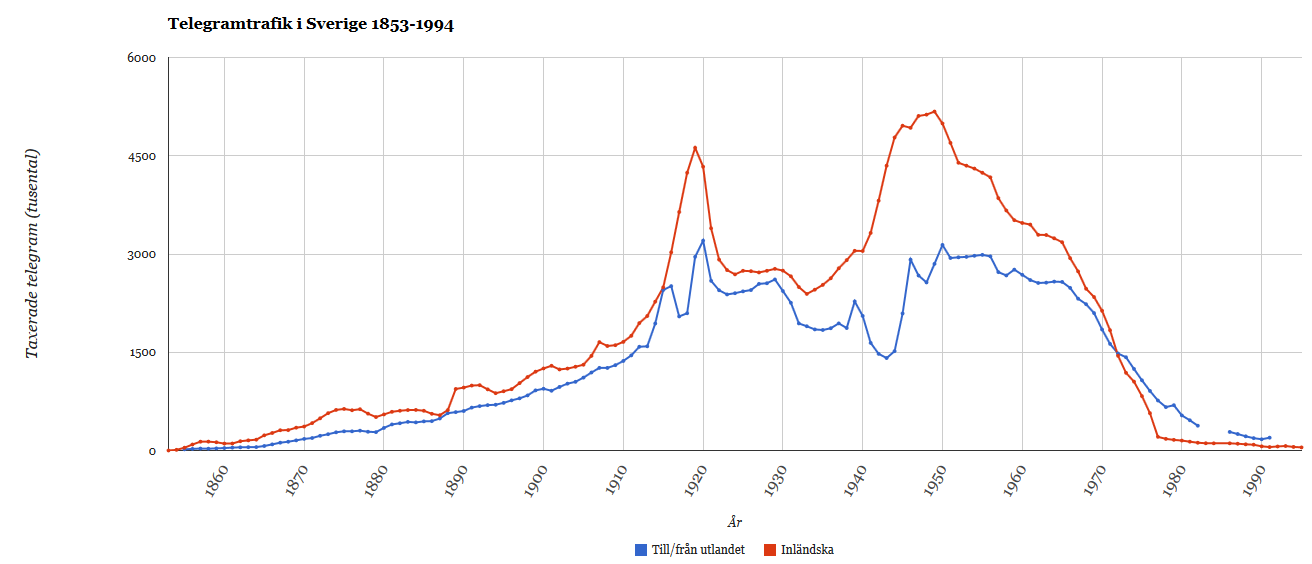
Telegramtrafik i Sverige 1853-1994.

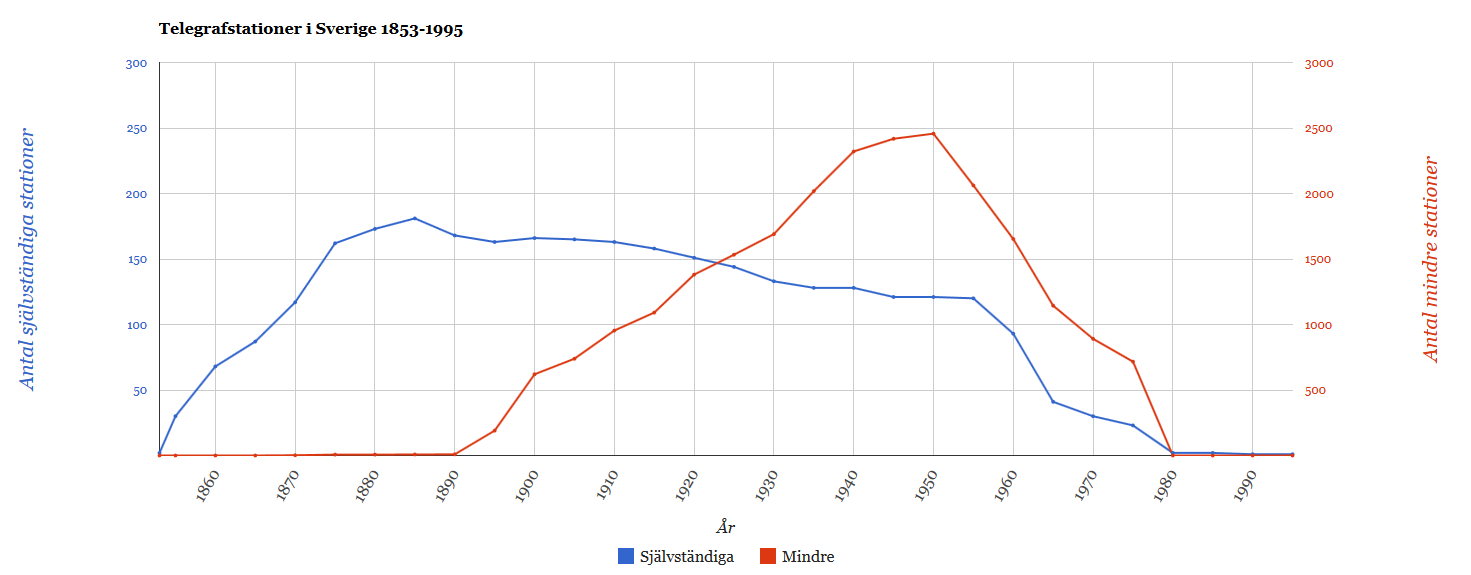
Självständiga och mindre telegrafstationer i Sverige 1853-1995.

I början av 1880-talet täckte telegrafnätet stora delar av världen och förband också en betydande andel av Sveriges städer. Utbyggnaden fortsatte men den tidiga försöksverksamheten var över och arbetet blev mer rutinbetonat. 1881 hade slutligen den optiska telegrafen spelat ut sin roll och stängdes. Under decenniet började också telefonen vinna mark i Sverige. Telegrafverket förhöll sig till en början avvaktande, men på de orter där privata telefonföreningar bildades kunde telegramtrafiken minska med upp till 60%, vilket sågs som allvarligt. I slutet av 1880-talet började man därför bygga telefonnät. I samband med detta konverterades ett antal telegrafstationer till rikstelefonstationer, vilket praktiskt innebar att telegrammen förmedlades per telefon till dessa stationer. Samtidigt som telefonen utgjorde en konkurrent till telegrafen, så gjorde den att telefonabonnenterna kunde ringa in sina telegram vilket i sin tur ökade telegramtrafiken.
Med den ökande trafiken krävdes också teknisk utveckling. En form av snabbtelegrafi, Wheatstonesystemet, infördes, först på de internationella linjerna men så småningom också inom landet. Med hjälp av detta kunde kapaciteten nästan fyrfaldigas på ledningarna. För att ytterligare påskynda hanteringen av telegrammen började man använda utrustning utvecklad av Frederick George Creed. Dessa apparater översatte morsesignalerna direkt till tryckt text på en pappersremsa. För att öka antalet ledningar infördes fantomisering på ledningarna och därmed ökades deras kapacitet med en tredjedel.
Ett viktigt steg som togs under denna period var införandet av trådlös telegrafi. 1899 hade marinen börjat med trådlös telegrafi till sina fartyg och ganska snart var många av örlogsfartygen utrustade med radiotelegraf. Trafik för civilt bruk påbörjades 1910, och 1911 startade Telegrafverket sin första kuststation vid Nya Varvet i Göteborg. Radiotrafik med utlandet skedde först på en radiovia mellan kuststationen i Boden och Ryssland år 1917. Radiotelegrafin med utlandet kom att bli mycket viktig i synnerhet under världskrigen, där Stockholms telegrafstation ofta var enda framkomliga vägen, till exempel för trafiken mellan grannhuvudstäderna Bukarest och Sofia. Efter första världskriget ökade trafiken mot USA, men de kabelförbindelser som fanns var hårt belastade. 1 december 1924 öppnades därför trafik med RCA över den nybyggda långvågsstationen i Grimeton utanför Varberg. Under andra världskriget var Grimeton Sveriges enda förbindelse mot USA eftersom all kabeltrafik var avbruten. Så småningom infördes också telegramtrafik över kortvåg med sändare först i Grimeton, senare även i Hörby, Borlänge och Karlsborg, och med huvudmottagarstationen i Vallby utanför Enköping. 
Det fasta kortvågradiotelegrafnätet dimensionerades initialt för den starkt ökande telegramtrafiken under och strax efter det andra världskriget, men senare primärt för beredskapsändamål. Den sista reguljära internationella telegrafförbindelsen på kortvåg, till Ho Chi Minh-staden (Saigon), avvecklades 1991.
I samarbete med Svenska nationalföreningen mot tuberkulos lanserades 1912 lyxtelegrammen. Trafiken med lyxtelegram ökade snabbt, och kom under stora delar av 1900-talet att utgöra lejonparten av all inländsk trafik, upp till 80%. Eftersom antalet skickade lyxtelegram ökade i samband med storhelger och andra högtider, kom telegrafens att ständigt dras med ett besvärligt bemanningsproblem.
Annan teknisk utveckling under 1900-talets första hälft var införandet av fjärrskrivmaskiner. På 1930-talet kom de första remsskrivande maskinerna men ganska snart bytte man till maskiner som skrev på papper i löpande bana. Den sista morseförbindelsen lades ned 1948, linjen Haparanda-Torneå. För att öka kapaciteten på nätet och kunna samordna det med det snabbare växande telefonnätet infördes tontelegrafi, ett slags bärfrekvenssystem där en telefonförbindelse kunde användas för flera telegrafiförbindelser.
Från början behövde ett telegram passera alla stationer längs linjen innan det nådde sin adressort, men tidigt hade man centraliserat trafiken till några förmedlingscentraler varav Stockholm, Göteborg och Malmö var de största. Fjärrskrivmaskinerna på stationerna var alltså direkt anslutna till förmedlingscentralerna. Det innebar att telegram mellan två närbelägna orter ändå måste sändas över förmedlingscentralen, vilket medförde ett omfattande arbete med omtelegrafering på dessa. I ett försök i södra Sverige anslöts telegrafstationerna i stället till telexnätet, och kunde därmed koppla sig direkt till telexapparaten på adresstationen. Försöket blev framgångsrikt och infördes över hela landet trots att det krävdes dyrare utrustning på stationerna. Motsvarande typ av trafik på de internationella förbindelserna, Gentex, infördes 1960 mot Nederländerna och utökades därefter snabbt.

#### Nedgång och avveckling
Under 1950-talet var telegramtrafiken som störst, men den började därefter gå med förlust. Förbättrade och billigare riksförbindelser i telefonnätet gjorde att många valde telefon före telegram för långväga meddelanden, och många företag skaffade telex och kunde kommunicera direkt med varandra på så vis. Den ekonomiska utvecklingen för telegrafen vände också vid denna tid. I nätet fanns ett stort antal telegrafstationer med liten omfattning på trafiken. Det medförde att telegrafexpeditören på dessa stationer inte kunde användas optimalt. Under 1950- och 1960-talet gjordes därför ett 90-tal stationer om till telegrafexpeditioner, som använde telefon till närmaste riktiga telegrafstation för sin trafik. Dessutom centraliserades intelefoneringen av telegram till några större stationer. Televerket började också samarbeta med Pressbyrån för inlämning och utbärning av telegram på omkring 160 orter.
Stockholms telegrafstation hade ända sedan 1871 inhysts i kvarteret Æolus i Gamla stan. Eftersom lokalerna var omoderna och upprepade gånger hade fått anmärkning från arbetarskyddsmyndigheterna fick Ivar Tengbom uppdrag att rita om lokalerna. Ombyggnationen skedde mellan 1951 och 1960, och när de avslutades hade Stockholm en av världens mest moderna telegrafstationer, trots att kostnaderna blev nästan sex gånger mot budget. All teknisk utrustning var ny, och i byggnaden fanns ett invecklat system av rörpost och transportband för att flytta telegram mellan de olika expeditionerna. Man byggde dessutom en 1.250 m lång rörpost till filialtelegrafstationen på Birger Jarlsgatan.
Telegramrörelsen fortsatte dock uppvisa förlust trots taxehöjningar, så för att minska den manuella hanteringen och centralisera trafiken ytterligare infördes 1974 datorsystemet ATESTO. Dit anslöts en mängd telegrafförbindelser och systemet vidareförmedlade automatiskt den största delen av trafiken.
Trots dessa rationaliseringar, och trots reklamkampanjer under 1974 och 1975, minskade trafiken och kostnaderna ökade. Den 3 maj 1977 genomfördes en stor reform, baserad på det som kallades 1972 års telegrafutredning. Med denna reform slopades helt lyxtelegrammen, och i princip all utbärning av telegram och inlämning av telegram i lucka. Adressater utan telefon kunde däremot kallas till telegrammottagning med hjälp av taxi.  Adressaten fick då ringa upp telegramrummet och få telegrammet uppläst. Framför allt koncentrerades all telegramtrafik till två stationer, Stockholm och Göteborg. Därmed försvann 700 telegrafstationer i landet. Många av dessa hade haft minimal omfattning på trafiken. Efter denna reform marknadfördes telegrammet som en sistahandsutväg. Det ledde till mer än en halvering av den inländska trafiken, främst på grund av att lyxtelegrammen försvann. I denna veva började man också med datorstöd i telegramrummet, så att telegrammen gick rakt in i ATESTO-systemet.
Hos allmänheten fanns fortfarande efterfrågan på lyxtelegram, så 1984 återinfördes dessa i form av en lyxfolder. Det var alltså ett vanligt telegram som lades i ett dekorerat omslag. På så vis slapp man den tidskrävande omskrivningen av lyxtelegrammen som behövdes tidigare. 1986 stängdes slutligen telegrafstationen i Göteborg, och Stockholm var därmed den kvarvarande telegrafstation. 1988 bytte tjänsten namn till TeleOperatören, och under det namnet samlades också andra texttjänster. Iltelegrammen och kallelse med taxi slopades 1990. Året efter, 1991, hade ATESTO tjänat ut sin roll och ersattes av Meritel, ett samlat system för all texttrafik. 1993 flyttade telegrafstationen från Kvarteret Æeolus till Jakobsbergsgatan 16-22 tillsammans med andra manuella teletjänster inom Telia. Verksamheten med lyxtelegram såldes 1996 till företaget Rikstelegram AB i Göteborg.
Under 1990-talet subventionerades tjänsten av statsmakterna, men i september 2001 beslutade regeringen att stödet skulle upphöra. Detta år uppgick trafiken till omkring 3 600 avgående och cirka 5 600 ankommande telegram (lyxtelegrammen inte inräknade eftersom de var sålda till Rikstelegram). De vanligaste destinationerna detta år var Italien, Jugoslavien, Polen, Spanien och Storbritannien, och den ankommande trafiken kom främst från Cuba, Irak, Italien, Jugoslavien, Polen och Rumänien . Den 5 februari 2002 meddelade Telia att den internationella och nationella telegramtjänsten skulle upphöra från 1 maj samma år och att kundernas behov av textkommunikation tillgodosågs med billigare och mer moderna metoder som fax, e-post och sms.

## Betydelse
Efter hand har telegrammen kommit att få en ceremoniell betydelse, framför allt vid högtidsdagar. Kungahuset sänder än idag gratulationstelegram till olika länder. I samband med bröllopsfester säger man, numera oegentligt, att man läser upp telegram, och åsyftar då att meddelandet ofta är skrivet på förtryckt gratulationskort av telegramtyp, även om det inte behöver ha levererats via en telegramtjänst.[källa behövs]
Eftersom varje ord kostade pengar i ett telegram, utformades så småningom en telegramstil, som kännetecknas av meningar reducerade till de viktigaste orden, då ofta hjälpverb och småord kan utlämnas.[källa behövs]

## Andra betydelser
Den snabba telegrafin, med sina kortfattade telegram, skapade nya förutsättningar för nyhetsförmedlingen. Ordet telegram fick därmed en näraliggande betydelse, som ett kortfattat nyhetsmeddelande som förmedlades av en nyhetsbyrå eller telegrambyrå, till exempel Tidningarnas Telegrambyrå, TT. Ordet kom även en att beteckna en kort notis i nyhetssändningar i radio och TV. Nyhetspresentatören kan då kallas telegramredaktör. 